# Wouter Jolie
Wouter Jolie (* 7. Juli 1985 in Naarden) ist ein ehemaliger niederländischer Hockeyspieler, der bei den Olympischen Spielen 2012 die Silbermedaille gewann. 2010 war er mit der niederländischen Nationalmannschaft Weltmeisterschaftsdritte und 2014 Weltmeisterschaftszweiter. Bei Europameisterschaften gewann er je einmal Gold und Silber sowie zweimal Bronze.

## Sportliche Karriere
Der 1,73 m große Verteidiger gehörte von 2006 bis 2014 zur Nationalmannschaft. In 156 Länderspielen erzielte er 10 Tore.
Sein erstes großes Turnier war die Europameisterschaft 2007 in Manchester. Die Niederländer gewannen ihre Vorrundengruppe und besiegten im Halbfinale die belgische Mannschaft mit 7:2. Im Finale gewannen die Niederländer mit 3.2 über die Spanier. 2008 konnte sich Jolie nicht in die Olympiamannschaft spielen, 2009 kehrte er in die Nationalmannschaft zurück. Bei der Europameisterschaft 2009 in Amstelveen unterlagen die Niederländer im Halbfinale dem englischen Team nach Verlängerung. Im Spiel um den dritten Platz bezwangen die Niederländer die spanische Mannschaft mit 6:1. Bei der Weltmeisterschaft 2010 in Neu-Delhi waren die Niederländer in der Vorrunde Zweite hinter der deutschen Mannschaft, beim 2:2 gegen Deutschland erzielte Jolie ein Tor. Nach einer Halbfinalniederlage gegen die Australier gewannen die Niederländer das Spiel um den dritten Platz gegen das englische Team.
Bei der Europameisterschaft 2011 in Mönchengladbach gewannen die Niederländer ihre Vorrundengruppe und besiegten im Halbfinale die Belgier. Im Finale unterlagen die Niederländer der deutschen Mannschaft. 2012 bei den Olympischen Spielen in London gewannen die Niederländer ihre Vorrundengruppe vor der deutschen Mannschaft, die sie im Vorrundenspiel mit 3:1 bezwangen. Im Halbfinale besiegten sie die Briten mit 9:2. Im Finale trafen die Niederländer wieder auf die deutschen Herren und unterlagen diesmal mit 1:2. Jolie wurde in allen sieben Spielen eingesetzt. 2013 bei der Europameisterschaft in Boom unterlagen die Niederländer im Halbfinale der deutschen Mannschaft, das Spiel um Bronze gewannen sie gegen die Engländer. 2014 waren die Niederlande Gastgeber der Weltmeisterschaft in Den Haag. Die Niederländer gewannen ihre Vorrundengruppe. Im Halbfinale besiegten die Niederländer das englische Team 1:0. Im Finale unterlagen sie den Australiern mit 1:6. Das Weltmeisterschaftsfinale war Jolies letztes Länderspiel.
Wouter Jolie spielte beim HC Bloemendaal, mit dem er von 2006 bis 2010 fünf niederländische Meistertitel gewann.